# Росоловцы
Росоловцы (укр. Росолівці) — село в Красиловском районе Хмельницкой области Украины.
Население по переписи 2001 года составляло 761 человек. Почтовый индекс — 31042. Телефонный код — 3855. Занимает площадь 1,963 км². Код КОАТУУ — 6822788201.

## Местный совет
31043, Хмельницкая обл., Красиловский р-н, с. Росоловцы, ул. Центральная